# Kanton Montfaucon-Montigné
Der Kanton Montfaucon-Montigné war von 1790 bis 2015 ein französischer Wahlkreis im Arrondissement Cholet, im Département Maine-et-Loire und in der Region Pays de la Loire; sein Hauptort war Montfaucon-Montigné. Mit Wirkung im Jahre 2015 wurde der Kanton aufgelöst und seine Gemeinden in den Kanton Saint-Macaire-en-Mauges überführt.
Der Kanton umfasste Wahlberechtigte aus folgenden elf Gemeinden:
| Gemeinde                 | Einwohner Jahr | Fläche km² | Bevölkerungsdichte | Code INSEE | Postleitzahl |
| ------------------------ | -------------- | ---------- | ------------------ | ---------- | ------------ |
| Le Longeron              | 2143 (2013)    | 22,08      | 97 Einw./km²       | 49179      | 49710        |
| Montfaucon-Montigné      | 2123 (2013)    | 16,8       | 126 Einw./km²      | 49206      | 49230        |
| La Renaudière            | 989 (2013)     | 21,46      | 46 Einw./km²       | 49258      | 49450        |
| La Romagne               | 1782 (2013)    | 16,11      | 111 Einw./km²      | 49260      | 49740        |
| Roussay                  | 1223 (2013)    | 10,99      | 111 Einw./km²      | 49263      | 49450        |
| Saint-André-de-la-Marche | 2874 (2013)    | 11,03      | 261 Einw./km²      | 49264      | 49450        |
| Saint-Crespin-sur-Moine  | 1588 (2013)    | 20,11      | 79 Einw./km²       | 49273      | 49230        |
| Saint-Germain-sur-Moine  | 2928 (2013)    | 26,79      | 109 Einw./km²      | 49285      | 49230        |
| Saint-Macaire-en-Mauges  | 7203 (2013)    | 27,33      | 264 Einw./km²      | 49301      | 49450        |
| Tillières                | 1769 (2013)    | 24,13      | 73 Einw./km²       | 49349      | 49230        |
| Torfou                   | 2130 (2013)    | 32,35      | 66 Einw./km²       | 49350      | 49660        |